# Pour en finir avec le travail
Pour en finir avec le travail est le titre d'un recueil de « Chansons du prolétariat révolutionnaire » qui a paru sous forme de disque vinyle produit en 1974 par Jacques Le Glou et a été réédité en CD en 1998 et 2008. 

## Contenu
L'album est composé de chansons révolutionnaires anciennes et de détournements de chansons à la mode, le tout présenté de façon assez facétieuse jusque dans les notices historiques qui accompagnent les textes : nombre de textes sont prétendument anonymes et la musique attribuée au folklore, alors qu'en explorant les choses plus profondément on découvre que les auteurs ainsi que certaines musiques sont connus, comme La Makhnovstchina attribuée à un anonyme ukrainien voire à Nestor Makhno sur une mélodie du « folklore russe », alors que le texte est d'Étienne Roda-Gil et que la mélodie est celle d'un hymne bolchevique, Les Partisans.
De même, Guy Debord est l'auteur de deux des chansons : Les Journées de mai dont les paroles sont attribuées à un membre resté anonyme du groupe Les Amis de Durruti, actif en mai 1937 à Barcelone, sur une musique détournée d'un chant de la guerre d'Espagne et La Java des Bons-Enfants attribuée à Raymond Callemin, membre de la bande à Bonnot, et mise en musique en mai-juin 68 par Francis Lemonnier, musicien membre du Conseil pour le maintien des occupations, qui compose aussi celle de La Vie s'écoule, la vie s'enfuit sur des paroles de Raoul Vaneigem attribuées à un anonyme belge par Debord,  également auteur du détournement des neuf notices historiques qui accompagnent les chansons,.
Les chansons sont interprétées par Vanessa Hachloum et Jacques Marchais, pseudonymes, pour ce disque, de Jacqueline Danno et Michel Devy.
Certaines de ces chansons ont été reprises maintes fois, entre autres par le chanteur libertaire Serge Utgé-Royo dans son recueil Contrechants ... de ma mémoire ou le groupe anarcho-punk René Binamé.  
L'édition actuellement disponible s'intitule Les Chansons radicales de Mai 68 (CD digipack EPM, 2008), le titre Pour en finir avec le travail n'apparaissant qu’au verso et sur le dos de la pochette.
En 2022, le titre La Vie s'écoule, la vie s'enfuit est repris par le chanteur Renaud, sur la réédition de son album Métèque.

## Titres
| Titre                                                    | Texte                    | Thème                                                     | Auteur           | Compositeur       | Détournement de                               | auteur de l'original |
| -------------------------------------------------------- | ------------------------ | --------------------------------------------------------- | ---------------- | ----------------- | --------------------------------------------- | -------------------- |
| L’bon dieu dans la merde                                 | Le Père Duchesne         | La révolution                                             | (anonyme)        |                   |                                               |                      |
| La Java des Bons-Enfants                                 | La Java des Bons-Enfants | Le célèbre attentat d’Émile Henry à la fin du XIXe siècle | Guy Debord       | Francis Lemonnier |                                               |                      |
| La Makhnovstchina                                        |                          | La makhnovchtchina                                        | Étienne Roda-Gil |                   | Les Partisans chant bolchevique russe         |                      |
| Les Journées de mai                                      |                          | Journées de mai 1937 à Barcelone                          | Guy Debord       |                   | El paso del Ebro chant de la guerre d'Espagne |                      |
| La vie s'écoule, la vie s'enfuit                         |                          | Grève générale de l'hiver 1960-1961                       | Raoul Vaneigem   | Francis Lemonnier |                                               |                      |
| Il est cinq heures                                       |                          | Mai 1968                                                  | Jacques Le Glou  | Jacques Dutronc   | Il est cinq heures, Paris s'éveille           | Jacques Lanzmann     |
| Chanson du CMDO Conseil pour le maintien des occupations |                          | Mai 1968                                                  | Alice Becker-Ho  | Jacques Douai     | Chanson du siège de La Rochelle               | Louis Aragon         |
| La Mitraillette                                          |                          | Mai 1968                                                  | Jacques Le Glou  | Francis Lai       | La Bicyclette, popularisée par Yves Montand   | Pierre Barouh        |
| Les bureaucrates se ramassent à la pelle                 |                          | La révolution                                             | Jacques Le Glou  | Joseph Kosma      | Les Feuilles mortes                           | Jacques Prévert      |